# Roy (linguagem de programação)
Roy é uma linguagem de programação experimental que compila para javascript desenvolvida primariamente pelo Brian McKenna. A motivação principal do Brian foi "escrever javascript correcto é um processo difícil".

## História
Roy foi inicialmente publicado em 29 de maio de 2011.

## Principais características
As principais mais valias de Roy são:
- tipo de notação Damas-Hindley-Milner
- notação onde espaços em branco são significantes
- Metaprogramação no momento da compilação
- Uniões marcadas simples
- Casamento de padrões
- sistema com tipo de propriedade estrutural
- notação tipo Monad (programação funcional)